# Le Plat Pays
Pistes de Les Bourgeois
Les Paumés du petit matin Zangra
Pistes de Madeleine
Rosa Chanson sans paroles
Le Plat Pays est une chanson de l'auteur-compositeur-interprète Jacques Brel sortie en 1962, extraite de l'album Les Bourgeois. Elle est également diffusée sur le 33 tours 25 cm Madeleine et en super 45 tours. Le Plat Pays compte parmi les grands classiques de Brel, qui l'a également enregistrée dans une version en néerlandais.

## Inspiration
La chanson Le Plat Pays a été inspirée à Brel par le poète Jean Villard (dit Gilles), qui décrit dans La Venoge le parcours d'une rivière, la Venoge, à travers le canton de Vaud, dans sa Suisse natale.
Arrivé à Paris en 1947, Gilles a ouvert sur la rive droite le cabaret « Chez Gilles », où Brel a chanté. C'est là, en juillet 1954, que Brel l'a entendu lire La Venoge. En 1970, Brel a révélé à son instructeur en aviation, Jean Liardon, également suisse, alors qu'ils survolaient le lac Léman, l'influence que ce poème a eu sur la rédaction du Plat Pays : « Jacques m'a dit qu'en entendant Gilles dire sa Venoge, il a pensé : “Si quelqu'un arrive à parler aussi bien de son pays, je peux aussi parler du mien.” C'est l'origine de sa chanson Le Plat Pays. »
Sur la fin de sa vie, en Polynésie, Brel l'a également confié à son ami et médecin Paul-Robert Thomas : « J'ai toujours été fasciné par un poète suisse qui préférait les lacs et les rivières à la mer. Au cours d'une de nos rencontres, cet homme m'a lu un texte sur un ruisseau qui traversait sa prairie. Ému par cette tendresse territoriale, j'ai eu ce soir-là l'idée d'écrire une chanson sur mon pays. »

## Description
La chanson évoque le paysage de la région d'où venaient ses ancêtres paternels : la Flandre-Occidentale, qui n'est dotée d'aucun vallonnement. On peut par extension y voir aussi une évocation de la Flandre, voire de la Belgique dans son ensemble, compte tenu de son relief globalement peu élevé. Chaque couplet correspond à un des points cardinaux et à une des quatre saisons. Le Plat Pays est l'une des rares chansons de Brel dont il reconnaissait qu'elle pouvait être considérée comme un poème. 
Avec Quand on n'a que l'amour, Le Plat Pays est la seule chanson de son répertoire qu'il continue d'interpréter sur scène à la guitare durant les années 1960. Toutefois, l'album En scènes, CD posthume sorti en 1998 contenant des enregistrements en public inédits, en donne une version inattendue, Jacques Brel ayant décidé de déclamer le texte plutôt que de le chanter.
Ernst van Altena adapte, pour Jacques Brel, Le Plat pays en néerlandais sous le titre Mijn Vlakke Land.

## Discographie
1962 :
- 33 tours 30 cm Barclay 80 175[6]
- 33 tours 25 cm Barclay 70 453[7]
- super 45 tours Barclay 70 475 : Le Plat Pays, Casse-pompons, Les biches[8]

Discographie live :
1964 :
- 33 tours 25 cm Barclay 80 243 S[9] Olympia 1964

1998 :
- CD En scènes (sortie posthume, contient une version parlée de Le Plat Pays)

2016 :
- double CD Olympia 1964 - 1966 (sortie posthume)

Version néerlandaise :
1965 :
- 45 tours Barclay 60547 : Mijn vlakke land, De burgerij[10] (version néerlandaise de la chanson Les Bourgeois)

## Reprises
- En 1979, Serge Lama enregistre Le Plat Pays sur l'album Lama chante Brel.
- En 2003, le groupe Eiffel reprend le titre sur la réédition de l'album hommage Aux suivant(s). Le titre figure également en version acoustique sur l'album live du groupe Les Yeux fermés, publié en 2004.

Pierre Bachelet, Pierre Rapsat et Nana Mouskouri sont parmi les interprètes qui ont repris la chanson.

## Postérité et références

### Musique
- Les Snuls ont en 1990 samplé le premier mot de la chanson « avec » pour créer leur simple Avec, interrogeant le Grand Jacques quant à ses préférences diverses, avec ou sans.
- Starflam, groupe de rap liégeois, a créé en 1998 une chanson relative à la Belgique, intitulée Ce plat pays qui est le mien II.

### Bande dessinée
- Dans Astérix chez les Belges (1979), Astérix, Obélix et le chef du village Abraracourcix marchent à travers la Belgique, lorsque ce dernier fait un commentaire sur le paysage qui n'est pas très accidenté. Le chef belge qui les accompagne répond : « Dans ce plat pays qui est le mien, nous n'avons que des oppidums pour uniques montagnes ». C'est une référence à la chanson dans laquelle Brel chante « Avec des cathédrales pour uniques montagnes... ». Cela n'apparaît pas dans les traductions de l'album en langues étrangères.

### Cinéma
- Dans Bienvenue chez les Ch'tis de Dany Boon (2008), la chanson est écoutée par Kad Merad quand il monte pour la première fois dans le Nord-Pas-de-Calais.
- Dans Le Mystère Jérôme Bosch (2016), documentaire espagnol de José Luis López-Linares, Mijn Vlakke Land accompagne le passage aux Pays-Bas sur les racines de Jérôme Bosch, à ’s-Hertogenbosch (Bois-le-Duc).